# عید تبرک انگور
عید تبرک انگور (ارمنی: Խաղողօրհնեքի տոն خاقوق اورهنک) (به انگلیسی: Grape Blessing Day) یکی از اعیاد کلیسای حواری ارمنی می‌باشد. یکشنبه ۱۳ اوت در گاهشماری ارمنی روز تبرک انگور نامید شده‌است. جشن تبرک انگور جشنی است که در کلیسای ارمنی و آشوری مشترک است و در این روز که مصادف است با روز عروج حضرت مریم به آسمان، انگور از سوی کلیسا طی مراسمی متبرک شده و به حاضرین داده می‌شود

## واژه‌شناسی
این جشن موسوم به خاقوق اُرهنِک به ارمنی Խաղող օրհնեք و به انگلیسی khaghogh orhnek می‌باشد khaghogh به ارمنی به معنای انگور و orhnek به معنای تبرک است و روی هم رفته به معنی جشن تبرک انگور می‌باشد. انگور نماد دگرگونی و تغییر در زندگی انسان است. انگور مقدس‌ترین میوه در مسیحیت است و مسیح نیز خود را تاک حقیقی خوانده‌است.

## مراسم
در این جشن، انگور از سوی عالی‌ترین مقام روحانی کلیسای حواری ارمنی طی مراسمی تبرک شده و در بسته‌بندی‌هایی بین حاضران در مراسم توزیع می‌گردد
این جشن در روز عید حضرت مریم برگزار می‌شود و در این روز در کلیساهای حواری ارمنی ضمن خواندن ادعیه و سرودهای مذهبی، انگور از سوی کلیسا تبرک شده و به حاضرین داده می‌شود.
گفته می‌شود که این جشن هم ریشه در آئین‌های قبل از مسیحیت در ارمنستان دارد و در ایام آمانور یا سال نوی قبل از مسیحیت در ارمنستان در عید آناهید (بزرگ‌ترین الههٔ مورد پرستش ارمنیان) مردم، انواع میوه‌ها و گیاهان را به معبد آناهید اهدا می‌کردند و این مراسم پس از مسیحیت ابه صورت تبرک انگور درآمده و از سوی کلیسای ارمنی پذیرفته شد.

## نگارخانه

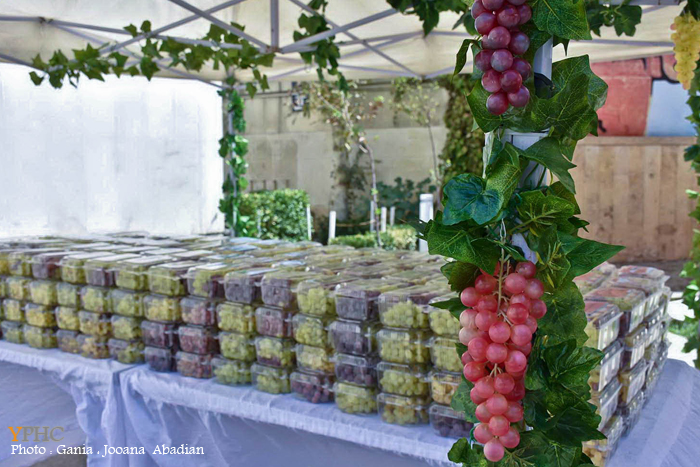
The Blessing of Grapes Festival at St. Sargis Church in Tehran
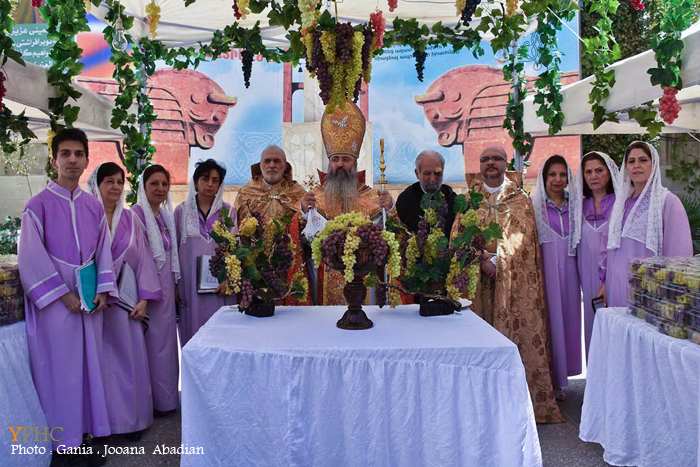
The Blessing of Grapes Festival at St. Sargis Church in Tehran
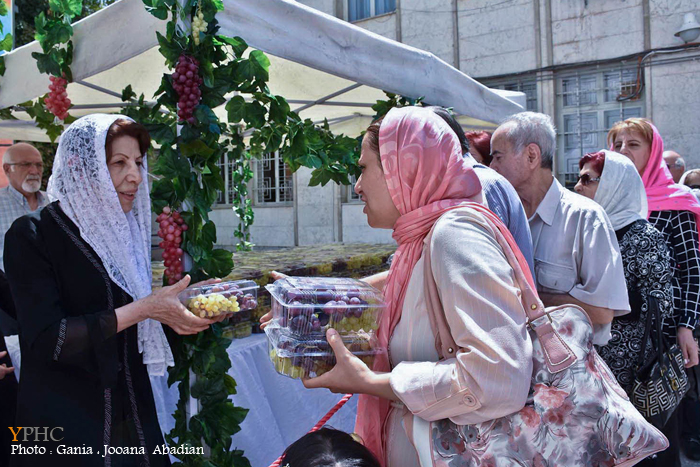
The Blessing of Grapes Festival at St. Sargis Church in Tehran